# ISO 3166-2:CK
ISO 3166-2:CK – kody ISO 3166-2 dla Wysp Cooka.
Kody ISO 3166-2 to część standardu ISO 3166 publikowanego przez Międzynarodową Organizację Normalizacyjną. Kody te są przypisywane głównym jednostkom podziału administracyjnego, takim jak np. województwa czy stany, każdego kraju posiadającego kod w standardzie ISO 3166-1. 
Aktualnie (2017) dla Wysp Cooka nie zdefiniowano kodów dla podjednostek administracyjnych, a Wyspy Cooka, pomimo że są terytorium stowarzyszonym, nie posiadają kodu ISO 3166-2:NZ, wynikającego z podziału terytorialnego Nowej Zelandii. 